# Khawâdjâ Abdallâh Ansârî
Pour les articles homonymes, voir Ansârî.
 (février 2011).
Si vous disposez d'ouvrages ou d'articles de référence ou si vous connaissez des sites web de qualité traitant du thème abordé ici, merci de compléter l'article en donnant les références utiles à sa vérifiabilité et en les liant à la section « Notes et références ».

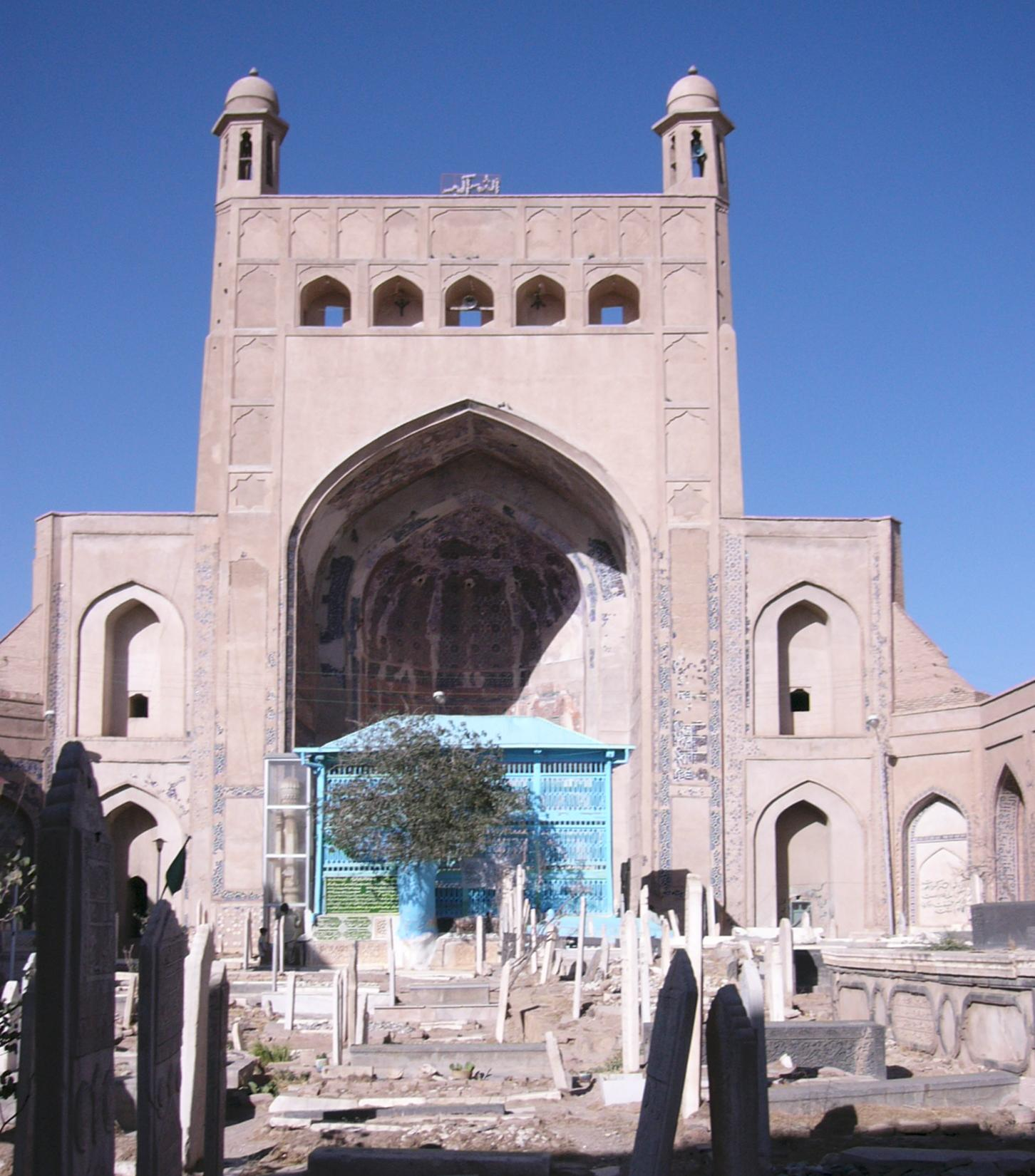
Le sépulcre de Muhammad Anṣārī à Hérat

Khawâdjâ Abdallâh al-Ansârî est né à Hérat, au Kuhandiz, en 1006 en Afghanistan dans la province du Khorassan, mort le 8 mars 1089. Il fut juriste (faqīh), exégète, maître en hadīth, historien estimé et orateur, fervent hanbalite.

## Biographie
Adolescent, il poursuit ses études à Nishapur puis à Tūs et à Bistām. C’est au retour de son pèlerinage, en 423AH/1031, qu’il rencontre al-Khirkānī et le prend pour maître de sa voie de réalisation intérieure dont les débuts avaient été orientés par son propre père. Il mena une vie caractérisée par l'hostilité . Il se considérait comme un défenseur fervent de la sunna et connaisseur avisé du Coran, il s’opposa ainsi aux acharites bien que considérés par certains comme représentants une école théologique orthodoxe de l’islam sunnite, il s’opposa aussi aux mutazilites et ne ménagea ni le Sultan ni les notables qui cherchèrent souvent, mais en vain, à le faire condamner et le contraignirent cependant à devoir quitter sa ville à plusieurs reprises. Il réunit autour de lui de nombreux disciples et accomplit divers voyages (à Nishapur, à Bassorah et Bistam et dans diverses autres villes où il reçut l’enseignement de plusieurs maîtres). Quand il mourut en 481/1089 dans sa ville natale, il fut gratifié du titre de shaykh al-islām par ses suiveurs, bien que ce titre ne fait absolument pas unanimité à son égard. Ses nombreux ouvrages sont encore étudiés et commentés aujourd’hui. Parmi ceux-ci on signalera le Manazil as-sā’irīn, traduit en français sous le titre Les étapes des itinérants sur le chemin de Dieu, et traitant de cent stations spirituelles (maqāmāt) de la voie.

## Œuvre
Dès l’âge de quatorze ans, il fut connu comme poète. Il compte parmi les grands maîtres du soufisme et ses recueils en vers parmi les chefs-d’œuvre de la littérature persane. Son Manāzil as-sā’irīn constitue un guide précieux pour le chercheur spirituel. Ses Tabaqāt aṣ-ṣūfiyya se situent entre celles de Sulamī et les Nafahāt de Jāmī. Son Kitāb dhamm al-kalām wa ahlih est un ouvrage développant son opposition à la théologie rationnelle contre laquelle il fut en conflit toute sa vie durant.

### Œuvres traduites
- Les Étapes des Itinérants vers Dieu, éd. critique et trad. par Serge de Beaurecueil, Le Caire, 1962.
- Chemin de Dieu, trois traités spirituels, traduits du persan et de l'arabe, présentés et annotés par Serge de Beaurecueil, 1997, Actes Sud, Paris,  (ISBN 2-7427-1231-3).
- Cris du Cœur, Munâjât, trad. du persan, prés. et annot. par Serge de Beaurecueil, préf. de Mohammad Ali Amir-Moezzi, Paris, Éditions du Cerf, coll. « Patrimoines Islam », 2010.

### Études
- Serge de Laugier de Beaurecueil, Khwādja ‛Abdullāh Anṣārī (396-481 H./1006-1089) : mystique hanbalite, Institut de Lettres orientales, Beyrouth, 1965.